# Pervasieve ontwikkelingsstoornis
Pervasieve ontwikkelingsstoornissen (Pervasive Developmental Disorders, PDD) is een term in de psychiatrie waarmee een ontwikkelingsstoornis wordt aangeduid die 'diep doordringt'; de stoornis heeft een grote invloed op het verloop van de ontwikkeling op tal van gebieden, zoals sociale relaties en vaardigheden, taal en voorstellingsvermogen, het zelfbeeld, motoriek, gevoelens, spel en fantasie, de beleving en het begrip van vooral de sociale omgeving, maar eigenlijk de hele dagelijkse wereld; ook de fysieke omgeving en verschijnselen.
In vorige versies van de internationale standaarden voor psychiatrie Diagnostic and Statistical Manual of Mental Disorders (DSM) en International Statistical Classification of Diseases and Related Health Problems (ICD) werden de pervasieve ontwikkelingsstoornissen onderverdeeld in subtypen. Sinds de vijfde editie van de DSM (DSM-5, 2013) en de elfde versie van de ICD (ICD-11, formeel van kracht sinds 1 januari 2022) is dat niet langer het geval en zijn de pervasieve ontwikkelingsstoornissen samengevoegd tot één diagnose: autismespectrumstoornis.

## DSM-IV
In de vierde editie van de DSM, Diagnostic and Statistical Manual of Mental Disorders (DSM-IV, 1994, gereviseerde versie DSM-IV-TR 2000) werden deze subtypen onderscheiden:
- Autistische stoornis ('klassiek autisme')
- Syndroom van Rett
- Desintegratiestoornis van de kinderleeftijd
- Syndroom van Asperger
- meervoudig complexe ontwikkelingsstoornis (MCDD)
- PDD-NOS (Pervasive Developmental Disorder - Not Otherwise Specified, in het Nederlands  pervasieve ontwikkelingsstoornis - niet anderszins omschreven, POS-NAO, al werd ook in Nederland over het algemeen de Engelse afkorting gebruikt). Dit was een restcategorie.

## Voetnoten
1. ↑  (en) World Health Assembly Update. Wereldgezondheidsorganisatie (25 mei 2019). Gearchiveerd op 30 juli 2019. Geraadpleegd op 24 mei 2023.
2. ↑  (en) Reed GM, First MB, Kogan CS, Hyman SE, Gureje O, Gaebel W, Maj M, Stein DJ, et al.  (februari 2019). Innovations and changes in the ICD-11 classification of mental, behavioural and neurodevelopmental disorders. World Psychiatry  18 (1): 3-19. PMID: 30600616. PMC: 6313247. DOI:10.1002/wps.20611.
3. ↑  (en) 6A02 Autism spectrum disorder. International Statistical Classification of Diseases and Related Health Problems. Gearchiveerd op 1 augustus 2018. Geraadpleegd op 24 mei 2023.